# Vlag van de Verenigde Arabische Emiraten

Vlag van de Verenigde Arabische Emiraten (ratio 1:2)

De vlag van de Verenigde Arabische Emiraten werd op de onafhankelijkheidsdag van het land, op 2 december 1971, in gebruik genomen. De vlag heeft de Pan-Arabische kleuren rood, groen, wit en zwart. Deze kleuren symboliseren de Arabische eenheid. Daarnaast hebben de kleuren zelf ook nog een aparte betekenis: groen symboliseert vruchtbaarheid, wit neutraliteit en zwart de olierijkdom. De rode band neemt een kwart van de breedte van de vlag in.

Handelsvlag van de Verenigde Arabische Emiraten (ratio 1:2)

## Geschiedenis
Tot 1820 waren alle latere leden van de Unie protectoraten van Groot-Brittannië. Als verdragsstaten voerden ze een vierkante vlag met een rood vierkant op een wit vierkant, die wit doorboord rood werd genoemd.
Tot 1971 gebruikten de verdragsluitende staten een rood-wit-rode, horizontaal verdeelde vlag met een groene, zevenpuntige ster in het midden, waarvan de vorm nooit is gedefinieerd en daarom in verschillende vormen bewaard is gebleven. Toen Bahrein en Qatar lid waren, zou de ster negenpuntig zijn geweest (1968 tot 1971).
Zoals alle vlaggen met de Pan-Arabische kleuren, stond de Arabische revolutionaire vlag model voor de vlag van vandaag.

2:3 ? ? Vlag van de verdragsluitende staten tot 1971
? Vlag van de Arabische revolutie